# Propietat horitzontal
La propietat horitzontal és un concepte jurídic que fa referència a una classe de propietat privada caracteritzada per estendre's de manera privativa sobre un pis o un local d'una edificació i, a més, sobre una quota de propietat dels elements comuns de l'edifici. Així, juntament amb el pis, garatge, local comercial, ... el dret de propietat horitzontal inclou un percentatge de propietat sobre els elements comuns de tots els propietaris dels pisos sent la quota de propietat comú, inseparable de la propietat privativa. Això farà que els propietaris s'hagin de dotar d'estatuts que regulin les quotes de copropietat de cada propietari el que determinarà el seu percentatge de contribució a les despeses que originin els elements comuns. A Catalunya està regulat en el Llibre cinquè, títol V, capítol III del Codi Civil de Catalunya.